# A Talk
A Talk é o terceiro extended play da cantora sul-coreana Hyuna. O álbum foi lançado em 28 de Julho de 2014 pela Cube Entertainment. O álbum contém cinco faixas com a faixa-título sendo "Red".

## Promoção e lançamento
Em 26 de junho de 2014, a Cube Entertainment anunciou que Hyuna iria lançar seu terceiro álbum solo. Um reality show foi produzido para mostrar toda a sua preparação e atividades promocionais para o lançamento do álbum. Em 15 de julho, Cube lançou fotos de prévia com o título do álbum A Talk e sua data de lançamento. O reality show está no ar pela SBS MTV desde o dia 21 de julho.
As fotos promocionais do álbum e sua faixa título "Red" foram lançadas e incluem Hyuna em uma banheira vestindo nada além de saltos azuis, brincos e batom; ela usando um vestindo vermelho; e ela posando com caras musculosos sem camisa usando grandes cabeças de macacos. O primeiro vídeo teaser de "Red" foi lançado em 23 de julho e se destaca por mostrar Hyuna deitada em glitter e posando de topless com um macaco. HyunA performou "Red" pela primeira vez em 25 de julho no Music Bank da KBS.

## Lista de faixas
| "A Talk" |                                                             |                                |                                       |         |  |
| N.º      | Título                                                      | Letras                         | Música                                | Duração |  |
| 1.       | "A Talk"                                                    | Hyuna, Seo Jae Woo, Astroz     | Seo Jae Woo, Astroz                   |         |  |
| 2.       | "French Kiss"                                               | Brian Lee, Kim Taeho, LE       | Brian Lee, Im Kwang Wook, Seo Jae Woo |         |  |
| 3.       | "Red" (빨개요)                                              | Seo Jae Woo, BlueSun, Socrates | Seo Jae Woo, Kim Taeho                |         |  |
| 4.       | "From When and Until When" (com Yoseob) (어디부터 어디까지) | Hyuna, Im Hyunsik              | Im Hyunsik                            |         |  |
| 5.       | "Blacklist" (feat. LE)                                      | Hyuna, LE                      | Seo Jae Woo, Kim Taeho                |         |  |